# Bramac

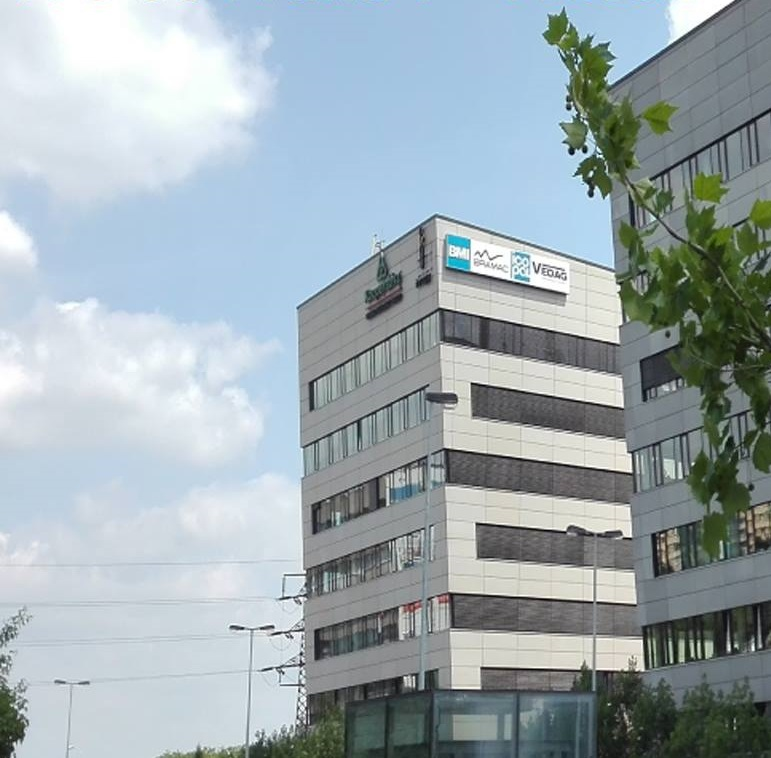
Centrála

Značka BRAMAC patří se značkami ICOPAL a VEDAG do portfolia společnosti BMI střešní a hydroizolační systémy, s.r.o., která je předním českým výrobcem a dodavatelem střešních krytin, příslušenství a hydroizolačních systémů. Pod značkou BRAMAC výrobce nabízí produkty pro řešení šikmých střech: betonové střešní tašky, keramické, pálené střešní tašky, nadkrokevní izolaci, okapové systémy, příslušenství a doplňky ke střešním krytinám. Značky ICOPAL a VEDAG reprezentují výrobky pro řešení plochých střech a hydroizolací.

## Historie
Společnost BRAMAC byla založena 28. března 1991 jako společný podnik rakouské firmy BRAMAC Dachsysteme International GmbH, Pöchlarn a akciové společnosti LATER Chrudim; vyráběla ve výrobním závodě v Chrudimi od dubna 1992 alpské střešní tašky ve čtyřech barvách.
V roce 1997 byla oceněna certifikátem podle mezinárodního standardu kvality ISO 9002, a to jako první z výrobců střešních krytin v ČR.
V roce 2001 firma BRAMAC spol. s r.o. změnila firemní název na BRAMAC střešní systémy spol. s r.o. Společnost má v současné době na území ČR tři výrobní závody.
Vlastníkem celé firmy byla do roku 2017 společnost Braas Monier Building Group.
Dne 3. dubna 2017 společnost Standard Industries, globální průmyslová společnost zaměřená na střešní krytiny a hydroizolace, dokončila akvizici firem Braas Monier Building Group a Icopal, čímž se BRAMAC stal součástí nadnárodní skupiny BMI Group.. Nové logo navazuje na dlouhou tradici firmy Braas Monier a Icopal a symbolizuje jejich budoucnost. BMI Group  je evropským lídrem ve výrobě střešních systémů, střešního příslušenství a hydroizolací. Díky zázemí silné nadnárodní skupiny Standard Industries využívá BRAMAC know-how z celého světa a podílí se na nejmodernějším technologickém vývoji, testování výrobků a inovacích.
1.1. 2022 došlo ke sloučení společností BRAMAC střešní systémy spol. s r.o. a Icopal Vedag CZ s.r.o. do společnosti BMI střešní a hydroizolační systémy s.r.o., která se stala právním nástupcem obou právnických osob. Tato změna byla logickým vyústěním dosavadního fungování obou společností pod nadnárodní skupinou BMI Group. Spojením vznikla stabilní společnost se širokým portfoliem produktů a služeb zaměřená na dvě samostatné divize pro řešení šikmých střech pod značkou BRAMAC a pro řešení plochých střech a hydroizolací pod značkami ICOPAL a VEDAG.